# Menceh
Menceh is een bestuurslaag in het regentschap Oost-Lombok van de provincie West-Nusa Tenggara, Indonesië. Menceh telt 5869 inwoners (volkstelling 2010).